# Cadillac XLR
La XLR è un'autovettura cabriolet prodotta dalla Cadillac dal 2003 al 2009.

## Il contesto
Prodotta a Bowling Green, nel Kentucky, la XLR è stato il modello sportivo di punta della Cadillac; era basata sul pianale Y della General Motors, che condivideva con la Chevrolet Corvette. Il modello, offerto solo come cabriolet due porte, possedeva però uno stile, degli interni e delle sospensioni peculiari. Era caratterizzata dall'avere un motore Northstar ed un tettuccio in alluminio retraibile elettricamente. La produzione terminò nel model year 2009.

## La vettura
La XLR è stata prefigurata dalla concept car Evoq e presentata al salone dell'automobile di Detroit del 2003; la produzione iniziò per il model year 2004.
Possedeva come equipaggiamento standard i sedili riscaldabili e raffreddabili, degli inserti in legno nell'abitacolo, dei cerchioni in lega da 18 pollici, gli airbag laterali, il navigatore satellitare, il lettore DVD ed uno schermo da 17 pollici installato sul cruscotto. Il tettuccio retraibile era d'alluminio e richiedeva tra i 6 ed i 10½ pollici di spazio libero al di sopra per la fase di ripiegamento. Questo tettuccio fu costruito grazie ad una joint venture tra la Mercedes-Benz e la Porsche.
Il motore installato era un V8 Northstar da 4,6 L di cilindrata e 320 CV di potenza, accoppiato ad un cambio automatico a sei rapporti.
La XLR è stata la seconda cabriolet offerta dalla Cadillac in pochi anni. La prima è stata la Cadillac Allanté, che è stata prodotta dal 1987 al 1993.
È stata nominata nel 2004 Auto dell'anno del Nordamerica.

## La XLR-V

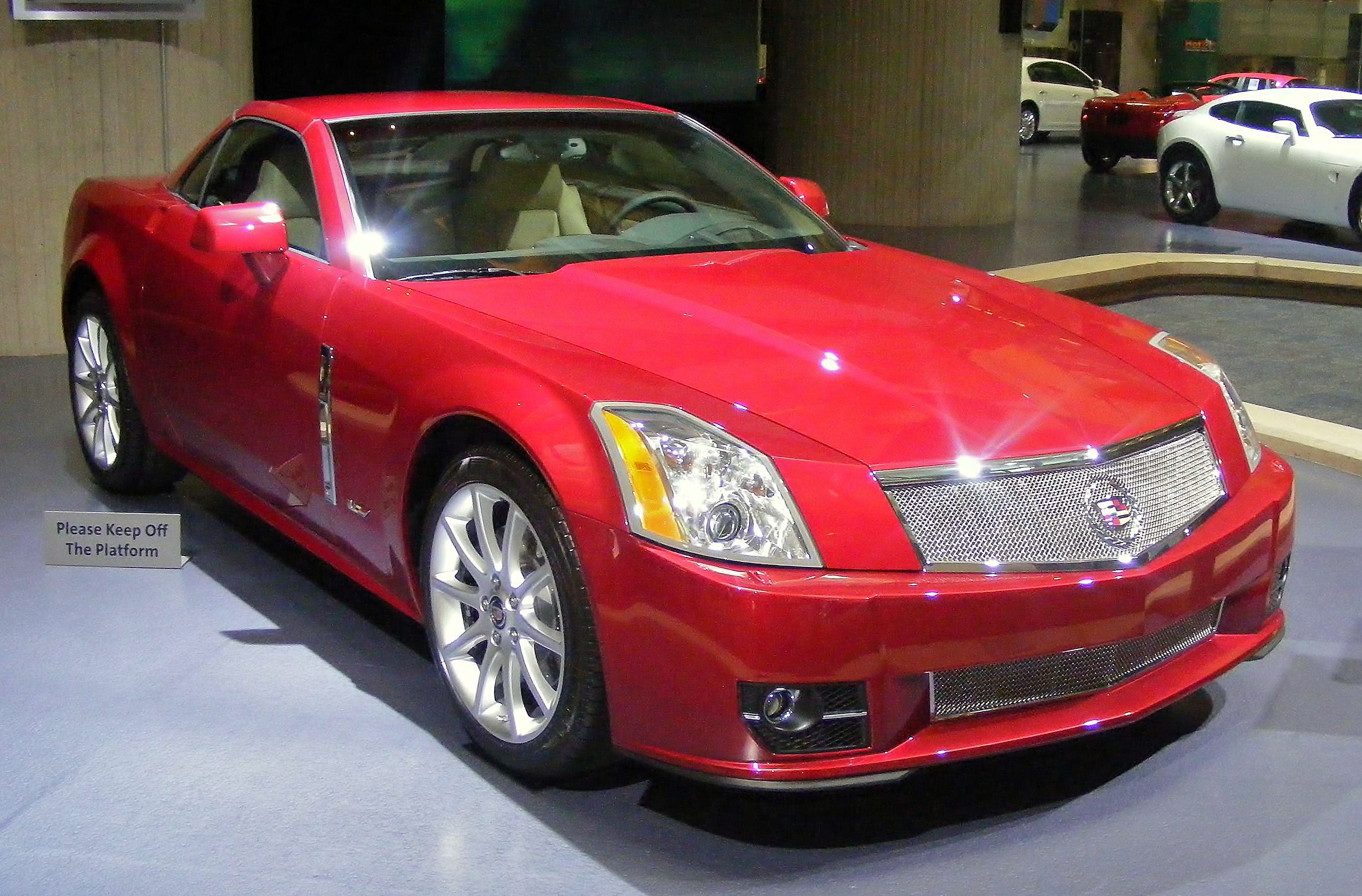
Una Cadillac XLR-V del 2009

La XLR-V era la versione ad alte prestazioni della XLR, successe alla Cadillac Allanté e aveva interni particolarmente lussuosi.
La Cadillac offrì al pubblico un'anteprima della XLR-V ad una manifestazione legata al Super Bowl del 6 febbraio 2005; l'MVP Deion Branch ne ricevette un esemplare come premio. Venne in seguito presentata al salone dell'automobile di New York dello stesso anno.
La XLR-V aveva installato il medesimo motore V8 Northstar da 4,4 L sovralimentato della STS-V, sebbene in versione depotenziata; produceva 443 CV di potenza e 561 N•m di coppia. Sul collettore d'aspirazione erano montati il compressore volumetrico e quattro intercooler. Sul modello erano installati un cambio automatico a sei rapporti, dei freni più efficaci (provenienti dalla Z51 Corvette) e dei cerchioni da 19 pollici.
Nel 2006 la rivista Car and Driver ne provò un esemplare: nella prova venne registrata un'accelerazione da 0 a 97 km/h di 4,6 secondi e da 0 a 161 km/h di 11,3 secondi. La velocità massima fu di 249 km/h.
La XLR-V, che all'epoca era tra i veicoli più costosi offerti dalla General Motors, fu in vendita negli Stati Uniti dai primi mesi del 2006.

## La fine della produzione
Per il model year 2009, la XLR fu dotata di un nuovo scudo paraurti posteriore e delle nuove prese d’aria. Vennero aggiunti interni in Alcantara e fu rivisto il cruscotto, a cui furono aggiunti, tra l'altro, degli inserti in legno. Venne previsto un nuovo volante, che sostituì quello derivato dalla CTS. La produzione terminò nella primavera del 2009, con l'ultimo esemplare che uscì dalle catene di montaggio il 31 marzo.

## Il modello al National Annual Homecoming
A partire dalla 30ª edizione del National Corvette Homecoming di Bowling Green, che è stata organizzata nel 2011, la Cadillac XLR, che in sostanza si può considerare la “cugina” della Corvette, fu inclusa nelle celebrazioni. Infatti, le XLR e le XLR-V sono state tutte costruite nel medesimo stabilimento di Bowling Green. Questo avvenimento include l'esposizione di modelli, seminari ed altre attività.

## Le vendite negli Stati Uniti
| Anno   | Esemplari venduti |
| ------ | ----------------- |
| 2003   | 875               |
| 2004   | 3.665             |
| 2005   | 3.730             |
| 2006   | 3.203             |
| 2007   | 1.750             |
| 2008   | 1.250             |
| 2009   | 787               |
| 2010   | 188               |
| 2011   | 12                |
| Totale | 15.460            |